# National Coalition of 100 Black Women
La National Coalition of 100 Black Women (NCBW)  (en français : Coalition Nationale de 100 Femmes Noires)  est une association à but non lucratif pour les femmes afro-américaines. Ses membres abordent les problèmes communs à leur communauté,  familles et vies personnelles, afin de promouvoir l'égalité des sexes et l'égalité raciale.

## Historique
L'organisation débute de façon locale avec la Coalition des 100 Femmes Noires fondée dans la Ville de New York en 1970  par Edna Beach et 23 autres Afro-Américaines,. Jewell Jackson McCabe (en), l'une des fondatrices, est présidente du chapitre de New York en 1977 et crée une coalition nationale. En dix mois, l'organisation détient 37 chapitres dans 20 États différents. En 1981, l'association a grossi de plus de 500 membres, et obtient la reconnaissance des médias locaux et nationaux. Elle collabore avec d'autres chapitres et des femmes leaders à travers les États-Unis pour former la NCBW. Le 24 octobre 1981, après son retour de la Conférence nationale des maires noirs, la décision est prise d'étendre l'institution au-delà de la ville de New-York. En conséquence, le terme «National» est incorporé dans le nom de l'association. La NCBW est devenue une association à but non lucratif  avec des représentants de 14 États en plus de Washington (district de Columbia) (qui n'est pas un État). En 1986 elle compte 3 000 membres dans 19 États, avec 47 chapitres au total. En 1998, le programme de mobilisation de la Coalition Nationale des 100 Femmes Noires est élargi pour inclure des femmes d'autres couleurs.
La NCBW a des milliers de membres et 60 chapitres dans 25 états en sus de Washington. Chaque chapitre s'efforce de subvenir aux besoins et de favoriser l'autonomisation de ses membres, ainsi que de promouvoir l'égalité raciale. Leurs programmes et leurs rencontres abordent diverses thématiques et sont soutenus financièrement par le fonds de la NBCW.
La NBCW alloue un prix Candace (Candace award for Women of Achievement)  aux femmes descendant de minorités raciales qui ont fait des contributions remarquables dans leurs communautés. Le prix est nommé d'après Candace, le titre pour les reines et reines mères de l'ancien royaume de Kush.